# Франческо Беноцо
Франческо Беноцо (итал. Francesco Benozzo; Модена, 22. фебруар 1969 — 22. март 2025) био је италијански филолог и музичар. Предавао је романску филологију и лингвистику на Универзитету у Болоњи.

## Биографија
Специјализовао је романистику на Универзитету у Болоњи, где је докторирао на романској филологији и средњовековној култури 1999. године. Такође је докторирао на келтској филологији на Универзитету Велса 2002. године.
Допринео развоју Теорије палеолитског континуитета. Зачетник је новог приступа етнофилологији, дисциплини у којој се древни документи проучавају приступом и методологијом етнографије. Као филолог је приредио, између осталог, и галску јуначку поему Игододин (2000) и критичко издање Тристана и Ланселота Пјера Сале (2001).
Као харфиста и кантаутор снимио је пет музичких албума. Између осталог, као харфиста је пратио Виславу Шимборску, добитницу Нобелове награде за књижевност, у њеном првом италијанском наступу у Театру Вале.

## Основна дела
Радови о Палеолитској теорији континутета
- Коаутор: Марио Алинеи
- Коаутор: Марио Алинеи
- Уређивање и коментари у:
- Коаутор: Марио Алинеи

Остали радови